# Chris Stringer
Chris Stringer (31 december 1947) is een Britse antropoloog en een van de leidende figuren van de enkele-oorspronghypothese of "Out of Africa"-theorie, die stelt dat de moderne mens meer dan 100.000 jaar geleden in Afrika is ontstaan en zich van daaruit over de aarde heeft verbreid, waarbij de archaïsche soorten, zoals Homo erectus en de neanderthalers werden verdrongen. Hij doet onderzoek naar mensachtigen bij de afdeling Paleontologie van het Natural History Museum.